# Vince McMahon
Vincent Kennedy McMahon (n. 24 august 1945) a activat ca wrestler, crainic sportiv și producător de film.

## Biografie
Este din Greenwich, CT. În carieră a câștigat centura WWE, ECW și meciul Royal Rumble din 1999.
- La Royal Rumble 1999 Vince McMahon rămâne față în față cu Stone Cold Steve Austin dar până la urmă Vince îl aruncă peste coarda a treia și iese câștigător Royal Rumble.
- La următorul PPV St. Valentine's Day Massacre: In Your House Vince McMahon se înfruntă cu Steve Austin în cușcă dar McMahon este măcelărit de băutorul de bere Austin.

La King Of The Ring 1999 Vince face echipă cu fiul său Shane și îl înfruntă pe Steve Austin acest meci este Handicap 2 vs 1, acest meci începe bine pentru Austin dar sfârșește prost, Vince și Shane câștigă meciul.
La sfârșitul lui noiembrie 1999 Vince începe un nou conflict cu Triple H deoarece devine iubitul lui Stephanie McMahon iar McMahon se înfurie și Shane este revoltat și se înfruntă față în față cu HHH la Armaggeddon dar Vince este măcelărit de Triple H și îi sparge nasul cu barosul ,iar apoi fiica lui Vince, Stephanie îi dă o palmă tatălui său peste față și pleacă împreună cu iubitul său Triple H.
Pentru o perioadă a deținut centura ECW, cucerită în urma unui meci cu Bobby Lashley, însă a pierdut-o în favoarea aceluiași Lashley. La draft-ul din 2008 suferă un grav accident care-l scoate din ring pentru o bună perioadă de timp. După o lungă perioadă de recuperare s-a întors la RAW în data de 19 ianuarie 2009 dar, Randy Orton l-a accidentat pe acesta după ce i-a aplicat o lovitură în cap deoarece McMahon a vrut să-l concedieze pe Orton deoarece Randy Orton nu a vrut să-i ceară scuze fiicei acestuia pentru niște conflicte ce au avut loc între aceștia. Astfel s-a iscat un scandal între familia McMahon și Randy Orton și gruparea pe care o conduce acesta, Legacy.

## Legături externe
- en  WWE Corporate Profile Arhivat în 15 decembrie 2007, la Wayback Machine.
- en  Professional Wrestling Hall of Fame Profile Arhivat în 7 septembrie 2011, la Wayback Machine.